# La Caméra de Claire
Pour plus de détails, voir Fiche technique et Distribution.
La Caméra de Claire est un drame franco-coréen réalisé par Hong Sang-soo, sorti en 2017.
Le film se déroule pendant le Festival de Cannes, où deux femmes se rencontrent. La première, Manhee, s'est fait renvoyer de son travail par sa patronne, productrice de cinéma et maîtresse d'un cinéaste coréen alcoolique, venu présenter son film au Festival. En ville, Manhee sympathise avec Claire, une Française, qui la prend en photo avec son Polaroïd. Cette dernière prétend que les gens qu'elle photographie ne sont plus les mêmes, après...
Il est présenté en séance spéciale au Festival de Cannes 2017.

## Synopsis
À Cannes, pendant le festival, Manhee, jeune et jolie employée dans une société coréenne de vente de films, est renvoyée par sa patronne, Yang-hye, qui l'accuse d'être malhonnête sans donner plus d'explications.
Claire, une Parisienne, arrive à Cannes avec son amie qui vient présenter un film. À une terrasse de café, Claire aborde un inconnu : c'est So, un réalisateur de cinéma coréen. Ils sympathisent. Claire est enseignante, écrit des poèmes et prend des photos instantanées.
So retrouve Yang-hye, qui est sa maîtresse. Il reconnaît avoir eu une liaison avec Manhee et promet d'être fidèle désormais.
Claire déjeune avec So et Yang-hye. Elle leur montre des photos qu'elle a prises à Cannes : sur l'une d'entre elles ils reconnaissent Manhee. Claire explique qu'elle a croisé cette fille et comme elle la trouvait jolie, elle l'a photographiée.
Sur une plage, Claire croise à nouveau Manhee. Elles sympathisent et Manhee propose à Claire de lui faire goûter de la cuisine coréenne dans l'appartement qu'elle loue avec des amis. 
Pendant ce temps, So est resté au restaurant avec Yang-hye. Il boit au point d'être saoul et rompt sa liaison avec elle, tout en l'assurant qu'elle est encore assez jolie pour refaire sa vie.
Claire repasse au restaurant pour récupérer son imperméable qu'elle avait oublié. Puis elle retrouve Manhee qui l'a attendue dans la rue et toutes deux vont manger un bulgogi préparé par son colocataire.
Plus tard, So, portant un smoking, retrouve par hasard Manhee sur la terrasse d'un hôtel. Il lui reproche d'être habillée d'une manière trop attirante. Il s'éloigne et Claire arrive. C'est la première fois qu'elle rencontre Manhee (nouvelle rupture narrative). Elles sympathisent et, après être passées par le café dans lequel Yang-hye a renvoyé Manhee et Claire a rencontré So, elles finissent la soirée chez Manhee. Celle-ci reçoit un appel de sa patronne, qui l'attend dans la rue. Laissant Claire chez elle, Manhee rejoint Yang-hye et va au bureau pour ranger des affaires dans une caisse.

## Fiche technique
- Titre original : 클레어의 카메라, Keul-le-eo-ui Ka-me-la
- Titre français : La Caméra de Claire
- Réalisation : Hong Sang-soo
- Scénario : Hong Sang-soo
- Sociétés de distribution : Jour2Fête
- Pays d'origine :  France -  Corée du Sud
- Langue originale : français, anglais et coréen
- Format : couleur
- Genre : drame
- Date de sortie : 
  - France : 21 mai 2017 (Festival de Cannes 2017), 7 mars 2018 (sortie nationale)
  - États-Unis : 9 mars 2018
- Classification :
  -  France : tous publics[1]

## Distribution
- Isabelle Huppert : Claire
- Kim Min-hee : Manhee
- Chang Mi-hee (en) : Nam Yang-hye
- Jung Jin-young (en) : So Wan-soo
- Shahira Fahmy (en)

## Tournage
Le film a été réalisé durant le Festival de Cannes 2016, en cinq à six jours. Isabelle Huppert est là pour présenter Elle de Paul Verhoeven. Kim Min-hee pour présenter Mademoiselle de Park Chan-wook.

## Thématiques
Réalisé après Seule sur la plage la nuit et avant Le Jour d'après, La Caméra de Claire évoque indirectement, comme ces films, la relation sentimentale entretenue à l'époque par Hong Sang-soo, homme marié, et son actrice Kim Min-hee. Cette relation a fait grand bruit en Corée du Sud.

## Distinctions

### Nominations
- Festival du film de Sarlat 2017 : Sélection tour du monde
- Festival de Cannes 2017 : Séance spéciale